# Полиетилентерефталат
Полиетилентерефталат (съкр. PET, PETE) е най-широко разпространеният термопластичен полимер от полиестерното семейство и се използва в изкуствените влакна за дрехи, опаковки за храни и напитки, топлинен печат в производството и в съчетание със стъклени влакна за инженерни смоли.
По-голямата част от световното производство на PET е за синтетични влакна (над 60%), като производството на бутилки консумира около 30% от световното производство. В контекста на текстилното производство, PET се нарича просто полиестер, докато акронимът PET най-често се използва във връзка с опаковки. Полиестерът заема около 18% от световната продукция на полимери и е четвъртият най-произвеждан полимер след полиетилена, полипропилена и поливинилхлорида.
Полиетилентерефталатът е съставен от полимеризирани единици на мономера етилен терефталат с повтарящи се (C10H8O4) единици. Той често се рециклира и има номера „1“ за идентификационен код на смолата (RIC).
В зависимост от преработката и термалната история, PET може да съществува както в аморфно състояние, така и като кристален полимер. Кристалното вещество може да изглежда прозрачно (при частици с размер по-малък от 500 nm) или непрозрачно (частици с размер до няколко микрометра), в зависимост от кристалната структура и размера на частиците.

## Употреба
Пластмасовите бутилки, направени от PET, се използват широко за безалкохолни напитки. За някои специални бутилки, например тези за съхранение на бира, PET обвива допълнителен слой от поливинилов алкохол (PVOH) за намаляване на пропускливостта на кислород.
Биаксиално ориентираният PET (BoPET, познат и под наименованието Майлар) може да бъде алуминизиран чрез изпарението на тънък слой метал върху него, за да се намали пропускливостта и да се направи отразяващ и непрозрачен. Тези свойства са полезни в много приложения, включително гъвкави опаковки за храни и топлоизолация. Поради високата си механична здравина, слой PET често се използва при направата на ленти, например магнитни такива.
Неориентираните пластове PET могат да се термоформират за направата на опаковъчни тави и блистерни опаковки. Ако се използва кристализиращ ПЕТ, тавичките могат да се използват за съхранение на готова храна, тъй като издържат както на ниски, така и на високи температури. Когато PET се запълни със стъклени частици или влакна, той става значително по-твърд и по-издръжлив.
PET се използва и като субстрат в тънкослойни слънчеви клетки. От края на 2014 г. се използва като линеен материал в композитни газови бутилки под високо налягане тип IV. PET играе ролята на много по-добра бариера за кислорода, отколкото по-рано използвания (LD)PE. PET се използва и за влакна в 3D принтирането.

## История
Полиетилентерефталатът е патентован през 1941 г. от Джон Уинфийлд и Джеймс Диксън и работодателя им в Манчестър, Великобритания. Дюпон в Делауеър, САЩ, първи използват марката Майлар през юни 1951 г. и я регистрират през 1952 г. Това все още е най-разпространеното наименование на полиестерния слой.
В Съветския съюз PET за пръв път е произведен в лаборатория на института по високомолекулни съединения към Академията на науките на СССР през 1949 г., като там се използва акронима Лавсан.
PET бутилката е патентована през 1973 г. от Натаниъл Уайет.

## Физични свойства
PET в естественото си състояние е безцветна, полукристална смола с много малко тегло. В зависимост от това как се преработи, PET може да е от полутвърд до твърд. От него става добър газ и добра бариера за влага, както и бариера за алкохол и разтворители. Издръжлив е и е устойчив на удари. PET става бял, когато се изложи на хлороформ и други химикали като толуен.
Около 60% кристализация е горната граница за комерсиални продукти, като изключение правят полиестерните влакна. Чистите продукти могат да се произвеждат като бързо се охлажда разтопен полимер под Tg температура на стъклен преход, за да се образува аморфна структура. Също като стъклото, аморфният PET се образува, когато на молекулите им не се дава достатъчно време да се подредят на кристали, докато стопилката се охлажда. При стайна температура молекулите са застинали на място, но ако се приложи достатъчно топлинна енергия към тях чрез нагряване над Tg, те започват отново да се движат, което позволява на кристалите да се сраснат и да нараснат. Тази процедура е позната като кристализация в твърдо състояние.
Когато се остави да се охлади бавно, разтопеният полимер образува по-кристален материал. Този материал има сферолити, съдържащи малки кристални зрънца, когато се кристализира от аморфно тяло. Светлината се разсейва, когато преминава през границите между кристалните зърна и аморфните области между тях. Това разсейване означава, че кристалният PET е непрозрачен и бял в повечето случаи. Изтеглянето на вълна е сред малкото промишлени процеси, които създават почти мономерен продукт.

### Характерен вискозитет
Една от най-важните характеристики на PET е неговият характерен вискозитет (IV). Характерният вискозитет на материала се намира чрез екстраполация към нулева концентрация на относителния вискозитет на концентрацията, измервана в децилитри на грам (dℓ/g). Характерният вискозитет зависи от дължината на полимерните вериги, но няма единица, тъй като е екстраполиран до нулева концентрация. Колкото по-дълги са полимерните вериги, толкова повече има преплитане между веригите и следователно е по-висок вискозитетът. Средната дължина на веригата на дадена партида смола може да се контролира чрез поликондензация.
Границите на характерния вискозитет на PET са:
Влакна:
0,40–0,70 текстили
0,72–0,98 технически, гуми
Слоеве:
0,60–0,70 BoPET
0,70–1,00 пластове за термоформоване
Бутилки:
0,70–0,78 бутилки за вода
0,78–0,85 бутилки за газирани напитки
Месина и инженерна пластмаса:
1,00–2,00

## Производство
Полиетилентерефталатът се произвежда от етиленгликол и диметилтерефталат (C6H4(CO2CH3)2) или терефталова киселина. При първата реакция се постига трансестерификация, докато втората води до естерификация.

### Чрез диметилтерефталат (DMT)
При процеса с диметилтерефталат (DMT), това съединение и етиленгликола реагират при 150 – 200 °C с основен катализатор. Метанолът (CH3OH) се премахва чрез дестилация, за да продължи реакцията. Остатъчният етиленгликол се дестилира при по-висока температура с помощта на вакуум. Втората стъпка на трансестерификацията продължава при 270 – 280 °C с продължителна дестилация на етиленгликола.
Реакциите са идеализирани както следва:
Първа стъпка
C6H4(CO2CH3)2 + 2 HOCH2CH2OH → C6H4(CO2CH2CH2OH)2 + 2 CH3OH
Втора стъпка
n C6H4(CO2CH2CH2OH)2 → [(CO)C6H4(CO2CH2CH2O)]n + n HOCH2CH2OH

### Чрез терефталова киселина
При процеса чрез терефталова киселина, естерификацията на етиленгликола и киселината се провежда пряко под умерено налягане (2.7 – 5.5 bar) и висока температура (220 – 260 °C). Водата се елиминира при реакцията, а също продължително се премахва чрез дестилация.
n C6H4(CO2H)2 + n HOCH2CH2OH → [(CO)C6H4(CO2CH2CH2O)]n + 2n H2O

## Безопасност
Някои изследвания сочат, че PET може да нарушава работата на ендокринната система при условия на обичайно използване. Подозрените механизми включват просмукване на фталати и антимон. Според изследвания от 2012 г., концентрацията на антимон в дейонизирана вода, съхранявана в PET бутилки, попада в приемливите от ЕС граници, дори при кратко съхранение на температура до 60 °C, макар съдържанието на бутилката (вода или газирана напитка) може понякога да надхвърля границите за безопасност на ЕС след съхранение за по-малко от година на стайна температура.

## Рециклиране
Опаковките от PET могат да се използват повторно за направата на продукти от по-ниско ниво. За да могат да се използват повторно за опаковане на храна, те трябва да се хидролизират до мономери, да се пречистят и тогава повторно да се полимеризират до PET.
В световен мащаб, приблизително 7,5 милиона тона PET са събрани през 2011 г. Към 2009 г. 3,4 милиона тона са използвани за направата на влакна, 500 000 тона за бутилки, 500 000 тона за термоформоване, 200 000 тона за ленти и 100 000 тона за други приложения.
 Нива на рециклиране на PET бутилки по света
| Япония | САЩ | Европа | Индия |
| ------ | --- | ------ | ----- |
| 72%    | 29% | 48%    | 90%   |

За световен лидер в рециклирането на PET бутилки се счита Швейцария, където към 2012 г. се рециклират 81% от опаковките. Въпреки че Индия докладва поразително високи нива на рециклиране на PET, там причината не се корени в силна култура на рециклиране или развита инфраструктура, а по-скоро в хората, които събират и продават PET бутилки като обикновен боклук на преработватели.